# Teodora Maltschewa
Teodora Maltschewa (bulgarisch Теодора Малчева; * 25. Januar 1983 in Trojan) ist eine ehemalige bulgarische Skilangläuferin.

## Werdegang
Maltschewa nahm von 2002 bis 2014 an Wettbewerben der Fédération Internationale de Ski teil. Seit 2008 tritt sie vorwiegend beim Balkan Cup an. Dabei holte sie neun Siege und gewann in der Saison 2010/11, 2012/13 und 2013/14 die Gesamtwertung. In der Saison 2009/10 wurde sie Zweite in der Gesamtwertung. Ihre besten Platzierungen bei den nordischen Skiweltmeisterschaften 2005 in Oberstdorf waren der 63. Rang im Sprint und der 17. Platz im Teamsprint. Bei den nordischen Skiweltmeisterschaften 2009 in Liberec belegte sie den 67. Rang im Sprint. Ihr erstes Weltcuprennen lief sie im November 2009 in Beitostølen, welches sie mit dem 88. Platz über 10 km Freistil beendete. Bei den Olympischen Winterspielen 2010 in Vancouver erreichte sie den 65. Platz über 10 km Freistil. Im Januar 2011 schaffte sie in Liberec mit dem 45. Platz im Sprint, ihr bestes Weltcupeinzelergebnis. Bei den nordischen Skiweltmeisterschaften 2011 in Oslo belegte sie den 58. Platz im Sprint und den 57. Rang über 10 km klassisch. Ihre besten Platzierungen bei den nordischen Skiweltmeisterschaften 2013 im Val di Fiemme waren der 70. Platz über 10 km Freistil und der 18. Rang im Teamsprint. Bei den Olympischen Winterspielen 2014 in Sotschi erreichte sie den 54. Platz im Sprint.

## Siege bei Continental-Cup-Rennen
| Nr. | Datum            | Ort     | Disziplin        | Serie      |
| --- | ---------------- | ------- | ---------------- | ---------- |
| 1.  | 8. Januar 2011   | Bansko  | 10 km klassisch  | Balkan-Cup |
| 2.  | 9. Januar 2011   | Bansko  | 5 km Freistil    | Balkan-Cup |
| 3.  | 5. Februar 2011  | Metsovo | Sprint klassisch | Balkan-Cup |
| 4.  | 6. Februar 2011  | Metsovo | 10 km Freistil   | Balkan-Cup |
| 5.  | 16. Februar 2011 | Mavrovo | 5 km Freistil    | Balkan-Cup |
| 6.  | 17. Februar 2011 | Mavrovo | 5 km Freistil    | Balkan-Cup |
| 7.  | 2. März 2013     | Mavrovo | 5 km Freistil    | Balkan-Cup |
| 8.  | 3. März 2013     | Mavrovo | 5 km Freistil    | Balkan-Cup |
| 9.  | 2. März 2014     | Mavrovo | 5 km Freistil    | Balkan-Cup |

## Teilnahmen an Weltmeisterschaften und Olympischen Winterspielen

### Olympische Spiele
- 2010 Vancouver: 65. Platz 10 km Freistil
- 2014 Sotschi: 54. Platz Sprint Freistil

### Nordische Skiweltmeisterschaften
- 2005 Oberstdorf: 17. Platz Teamsprint Freistil, 63. Platz Sprint klassisch, 66. Platz 10 km Freistil
- 2009 Liberec: 67. Platz Sprint Freistil
- 2011 Oslo: 57. Platz 10 km klassisch, 58. Platz Sprint Freistil
- 2013 Val di Fiemme: 18. Platz Teamsprint Freistil, 70. Platz 10 km Freistil, 75. Platz Sprint klassisch